# Louis-Simon Boizot
Louis-Simon Boizot llamado Louis Boizot (París 9 de octubre de 1743 - 10 de marzo de 1809), fue un escultor francés. Sus modelos para figuras en porcelana de Sèvres son mejor conocidos que sus esculturas de gran escala.

## Biografía
Su padre Antoine Boizot era pintor y diseñador de tapices en la Manufactura real de Gobelinos. A los dieciséis años, Louis Boizot comienza a estudiar y trabajar en el taller del escultor Michel-Ange Slodtz (1705-1764), con quien se formó también Houdon .
En 1762 obtiene el primer premio de Roma de escultura con una obra basada en el tema de la muerte de Germanicus. Pasa entonces a estudiar en la Real Academia de Pintura y Escultura, creada por el Instituto de Francia para preparar a los Premios de Roma, de forma anticipada a su viaje a la Académie de Francia en Roma. 
Partirá a la ciudad de Roma en 1765, y permanecerá allí de 1765 a 1770. En este tiempo Boizot recibe un encargo de la emperatriz Catalina II de Rusia, este tipo de proyectos para clientes extranjeros de Francia no es la norma habitual de Boizot, que permaneció centrado en el entorno nacional.
En 1770, tras su regreso a París, contrae matrimonio con Marguerite Virginie Guibert, hija del escultor Honoré Guibert. Es admitido en la Academia de Bellas Artes de París ese mismo año. Boizot comienza a exponer en 1773 en los Salones de Arte de París, actividad que no cesará hasta 1800.
Boizot trabaja mayoritariamente para la capital francesa creando las decoraciones escultóricas de edificios públicos, tales como el Palacio Bourbon (1772), la Iglesia de Santa Genoveva (1776 - 1777) o la Iglesia de Saint-Sulpice (1777 - 1787). 

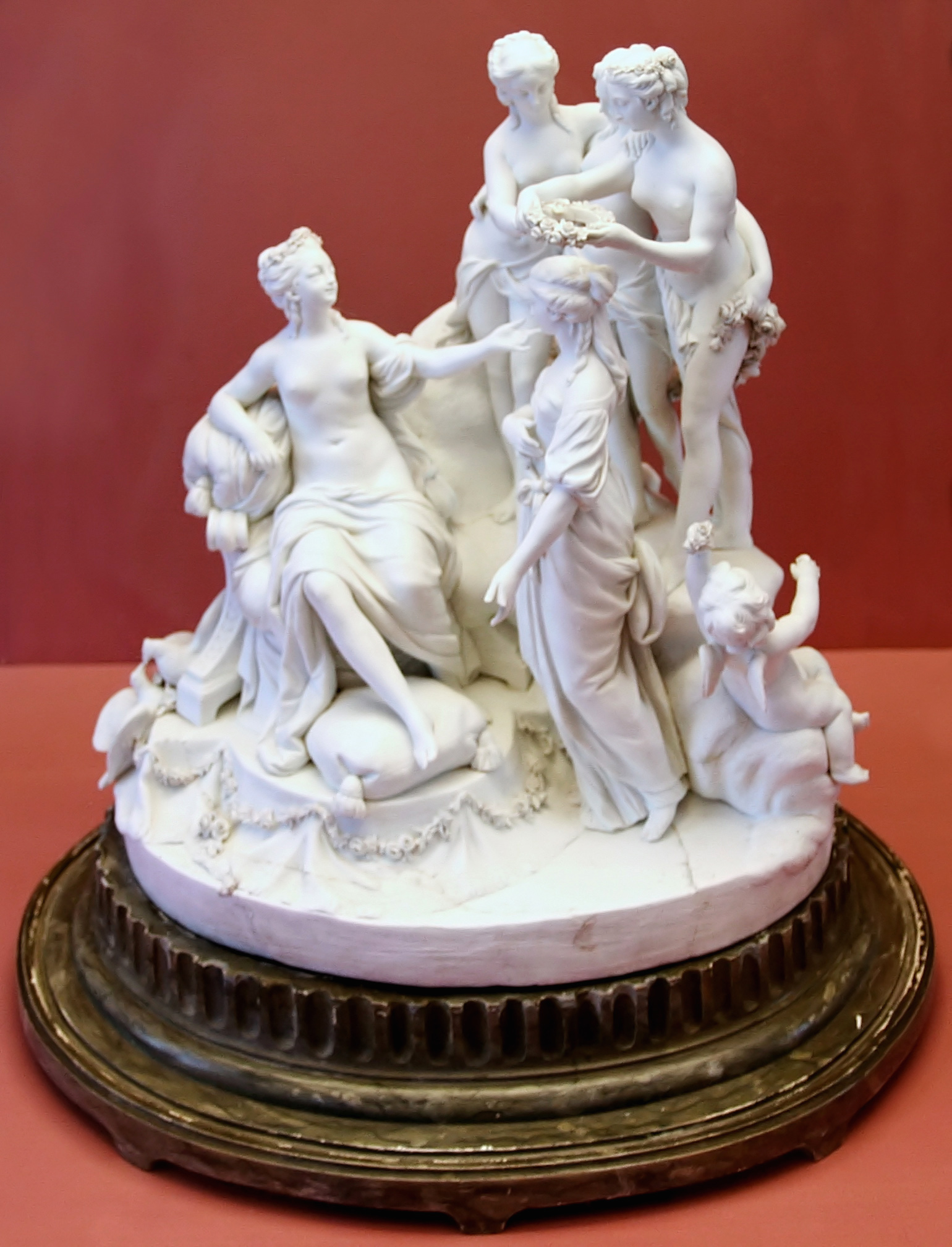
Venus coronando a la Belleza, biscuit de Sèvres, a partir de un modelo de Boizot

Boizot adquiere una notoriedad sólida cuando sucede, en 1774, al escultor Falconet a la cabeza de los talleres de esculturas de la Manufactura real de Sèvres.
De 1773 a 1800 Boizot dirige los trabajos de escultura en Sèvres, produciendo una serie de figuras de porcelana blanca mate Biscuit imitando el mármol, en un estilo neoclásico, suavizado por la voluptuosa formas de rococó o por una moralización sentimental, como en su grupo de porcelana que representa a una mujer que ayuda a una madre reclinada con dos niños, alegoría de la Caridad, de 1785, y que se conserva en el Museo J. Paul Getty.
Tales figuras fueron diseñadas para decorar las repisas de la chimenea o podían ser combinadas en un «conjunto de mesa». Un florero producido en Sèvres, de 1787, con una forma clásica de ánfora era conocido como «Florero Boizot». La conexión de Boizot con el objeto en cuestión es confusa: quizás suministró los modelos para el bronce dorado que serpentean ejerciendo de asas del recipiente.
La reina María Antonieta le encarga dos bustos: uno de Luis XVI, otro de su hermano el Emperador de Austria José II. Éste fue realizado durante la visita del emperador a su hermana María Antonieta, fue terminado en 1777 y reproducido en porcelana biscuit en Sèvres.
Boizot también realizó modelos en terracota para las cajas de reloj de bronce dorado, tales como las figuras alegóricas del «reloj Avignon» en la Wallace Collection, de Londres, moldeado y fundido por Pierre Gouthière, 1777.
Excepcionalmente, también trabajó en el mobiliario de los reyes de Francia, concretamente en los modelos para las aplicaciones de bronce dorado, como atestiguan los meticulosos libros de cuentas anotados por el «Guarda muebles» del rey. Se trata de una pareja de cariátides, cada una de ellas sostiene sobre su cabeza una cesta y en el regazo sustenta flores y uvas. Están aplicadas a las esquinas de un «secreter en gota» (secrétaire à abattant) que fue producido bajo la dirección del escultor y el empresario Jean Hauré para el Gabinete-Intérieur de Luis XVI en Compiègne, 1786-87. Entre una multitud de artesanos (Guillaume Beneman firmó la estructura) Boizot recibió 144 libras por su modelo de terracota, de stil antique.(Watson 1966, I, no. 107).
En 1778 es nombrado académico con una estatua de Meleagro.
Los modelos de Boizot para las figuras de dos mujeres, una escribiendo y otra leyendo, llamadas frecuentemente L'Étude y La Philosphie (1780), originalmente destinadas a ser ejecutadas en porcelana biscuit de Sèvres, fueron también copiadas en broce dorado por el cincelador-dorador François Remond y ensamblados como reloj de sobremesa por el marchand-mercier Dominique Daguerre. Tres fueron adquiridos por Luis XVI en Saint-Cloud; hay ejemplos en numerosas colecciones públicas.

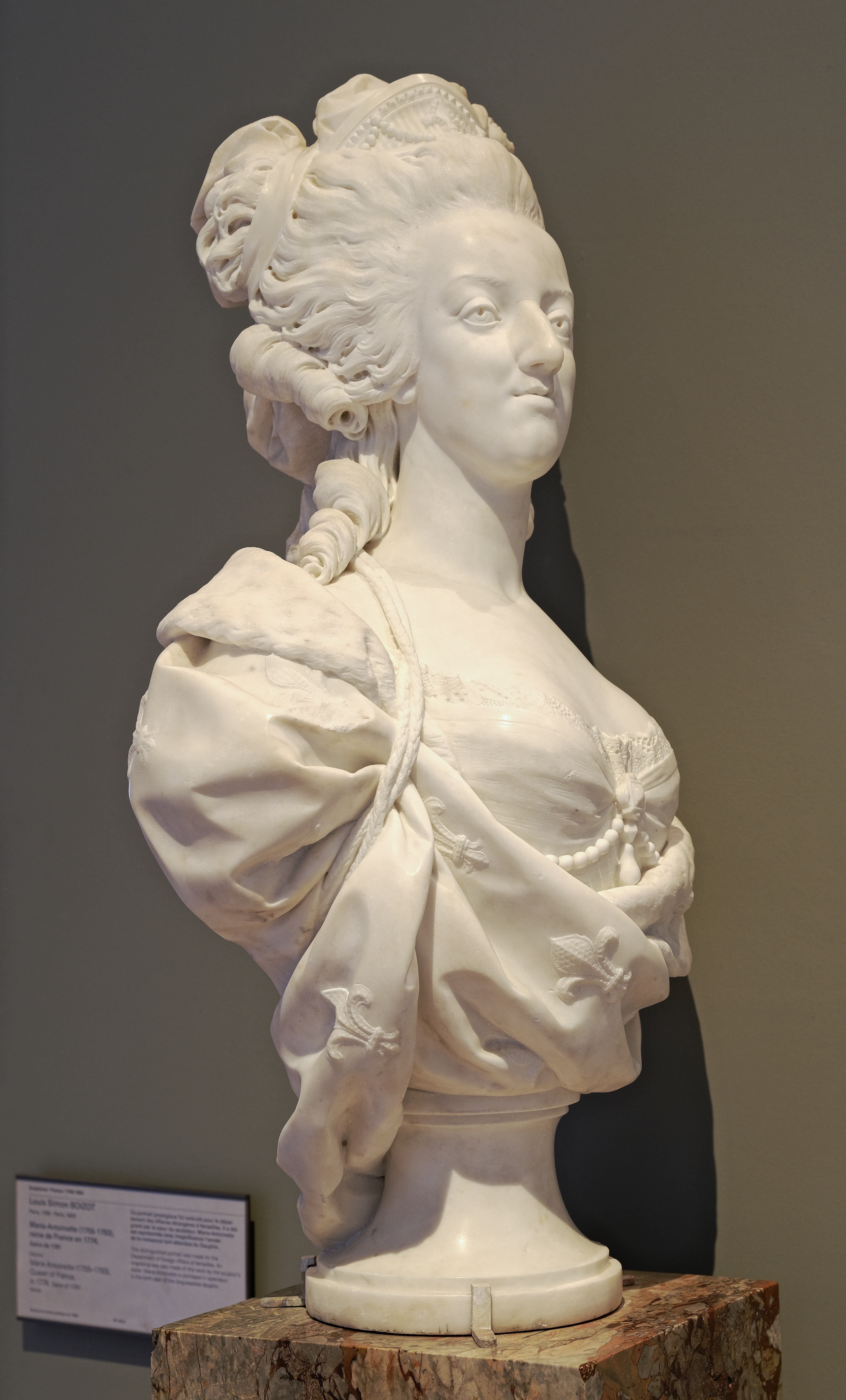
Busto de María Antonieta de Austria, mostrado en el Salón de 1781 (Louvre).

Para el Salón de 1781 realizó un busto de la reina María Antonieta que fue instalado en el departamento de Asuntos Exteriores. De 1783 a 1787, forma parte de una comisión real del conde de Angiviller director de los Edificios del Rey, para una serie de estatuas heroicas de hombres ilustres franceses para el Palacio de Versalles, fruto de este encargo es el busto de Racine.
Durante la revolución fue miembro de la Comisión de los Monumentos en 1792 y trató de preservar las obras de arte, que luego fueron destruidas en gran número. Desde 1805 ocupa una silla en el claustro de la École de Bellas Artes y es miembro del Instituto de Francia.
Celebra el regreso de Napoleón de Egipto con una «Victoria» (finalizada en 1806), que corona una columna soportada por dos esfinges de oro rodeadas por el agua de un estanque: en la actualidad se encuentra en los jardines del Museo Carnavalet. En 1808 diseñó la fuente de la Plaza de Châtelet, frente al Teatro adaptándose al más grave y turgente estilo Imperio.

## Obras

### En París

#### Museo del Louvre
- Sacerdote,[11] busto, terracota.
- El Amor (1772), estatua, mármol
- Vestal,[12] busto, terracota.

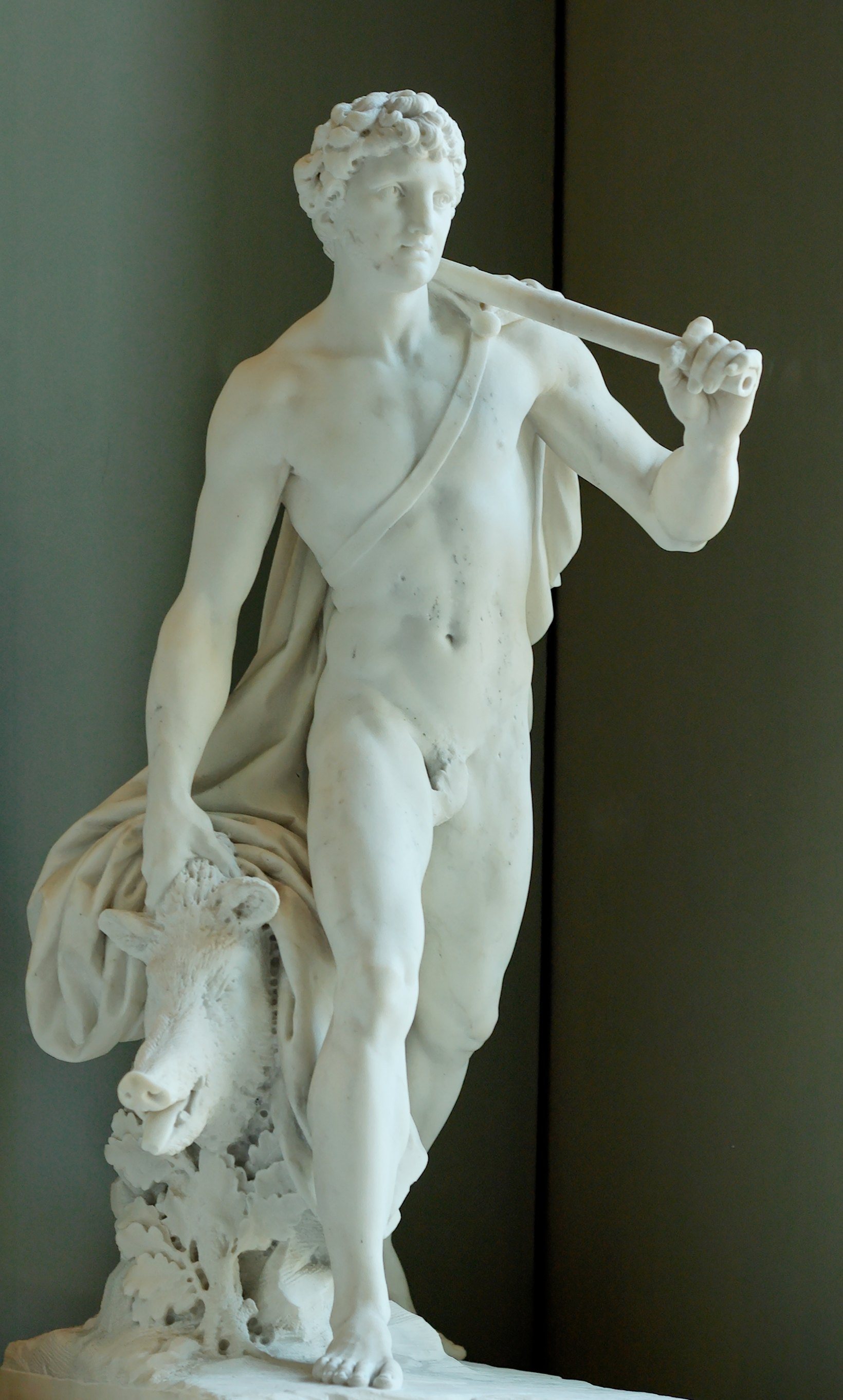
Meleagro (1778), museo del Louvre.

- Sacerdotisa, busto, porcelana, 1775.
- Venus coronando a la Belleza,[13] grupo en biscuit de porcelana de pasta dura, modelo de 1775. A partir del modelo de Louis Boizot, departamento de los Objetos de Arte
- La Grande Prêtresse,[14] (1775), busto, a partir del modelo de Louis Boizot biscuit de porcelana, departamento de los Objetos de Arte
- Meleagro, grupo de mármol, 1778. (ver imagen en esta página)
- María Antonieta,[15] busto, mármol, (Salón de 1781).
- María Antonieta, busto, porcelana, 1782. A partir del modelo de Louis Boizot, María-Antonieta, reina de Francia,[16] (1782), busto, porcelana dura, departamento de Objetos de arte
- Grand Vase" à fond "beau bleu,[17] (1783), modèle de Louis-Simon Boizot, bronces de Pierre-Philippe Thomire, socle d'après un modèle de Henri de Triqueti, porcelana dura, bronce dorado, departamento de los Objetos de Arte
- Jean Racine,[18] estatua, mármol, (Salón de 1787).
- Venus curando a Amor, en mármol negro, porcelana, bronce dorado, 1787.
- Vénus nourrissant l'Amour, chandelier en deux branches,[19] biscuit de porcelana dura, mármol noir, bronce dorado (1787), a partir del modelo de Louis Boizot, departamento de los Objetos de Arte
- Louis Darcis, Le Gouvernement protège le Commerce (1796), aguafuerte, calcografía , a partir del modelo de Louis Boizot.

#### Otros

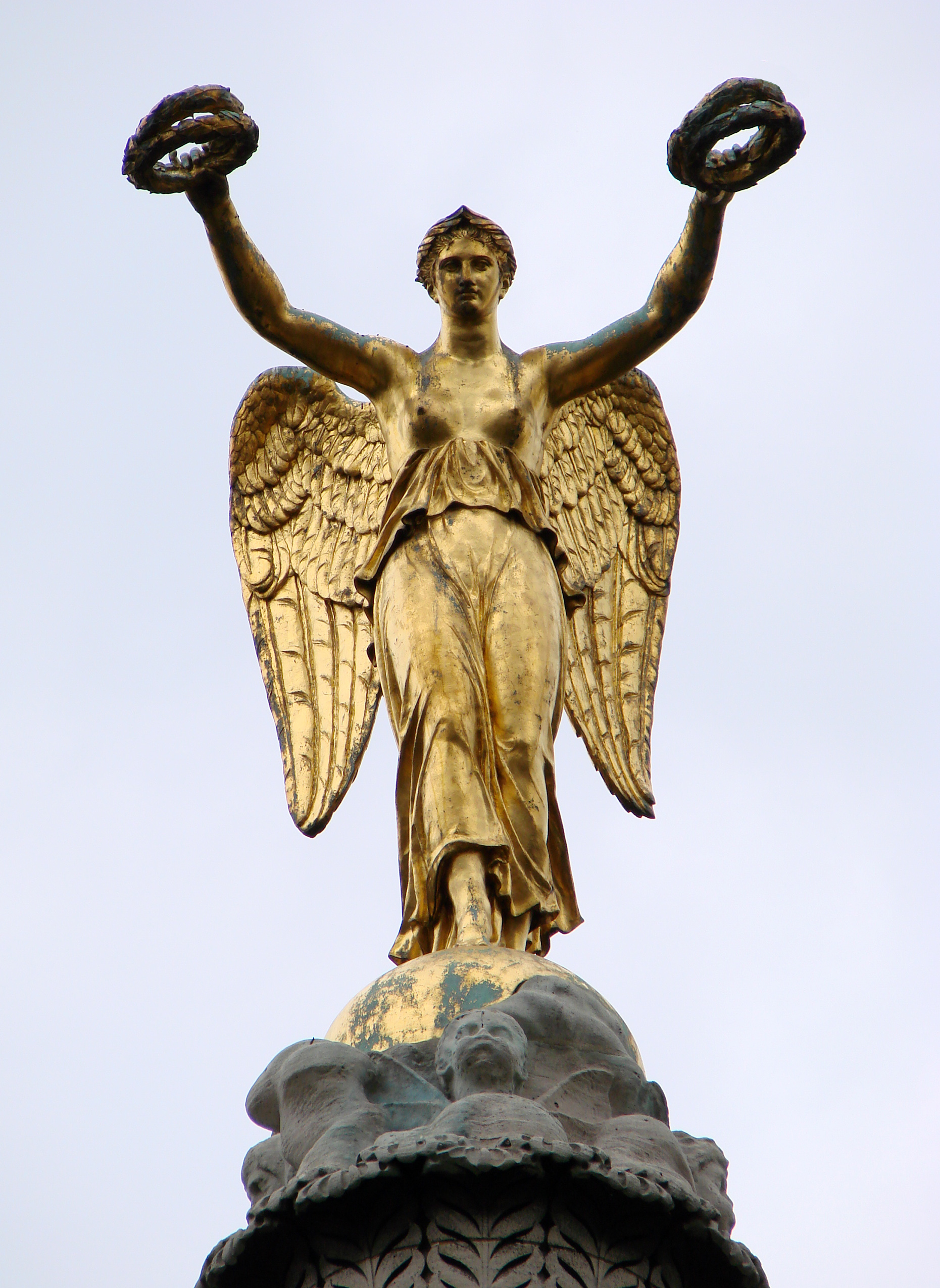
Victoria que corona la Fuente Palmier.

- Jean Racine, busto, mármol (?), vestíbulo del Teatro de la Comédie-Française
- El bautismo de Jesús de Nazaret, Iglesia de Saint-Sulpice
- la Victoria que corona la columna de la Fontaine del Palmier en la plaza del Châtelet en París.
- numerosos relieves de la Columna Vendôme
- Alegoría de la República, museo Carnavalet , a partir del modelo de Louis Boizot,
- Retrato de María Antonieta, reina de Francia, busto, mármol, a partir del modelo de Louis Boizot Palacio del Élysée
- Jean Racine, busto, mármol, 1787, vestíbulo del teatro de la Commedia francese.
- El descendimiento de Jesús, Iglesia de Saint-Sulpice.
- Alegoría de la república, Museo Carnavalet.

### En provincias

#### Sèvres, museo nacional de Cerámica

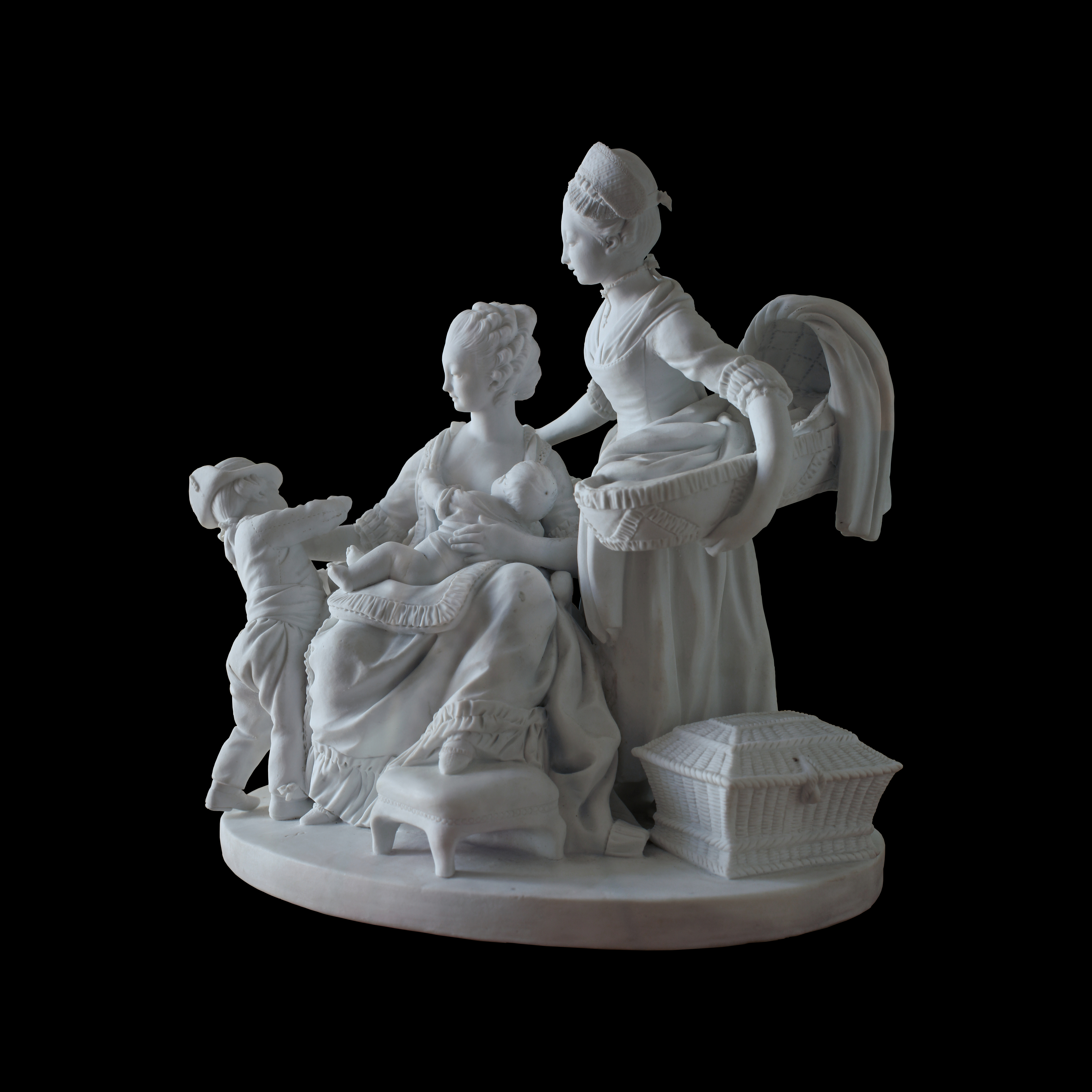
La Nourrice (1774), biscuit de porcelana dura.

La mayoría de las piezas realizadas en porcelana biscuit de Sèvres son copias a partir del modelo en terracota de Boizot, en su papel de director del departamento de esculturas de la manufactura.
- La ofrenda al Amor (1776), grupo, terracota
- La ofrenda al Himeneo, grupo, terracota
- La Beauté couronnée par les Grâces (1775), grupo, terracota
- La Beauté couronnée par les Grâces (1775), grupo, biscuit de porcelana dura
- La Fête des Bonnes Gens, grupo, terracota
- Prometeo, biscuit de porcelana dura
- Ceres a partir de un modelo antiguo (1808), estatuilla, escayola, archivos de la manufactura de Sèvres
- L'Amitié désignant l'emplacement de son cœur (1781), biscuit de porcelana dura
- La Méditation (1775), biscuit de porcelana dura
- Retrato de La Tour d'Auvergne, busto, biscuit
- Retrato del général Kléber, busto, biscuit
- Jean-Nicolas-Alexandre Brachard, La Femme au bain o La Baigneuse (1813), biscuit de porcelana dura
- La Baigneuse à l'éponge, biscuit de porcelana dura
- Les Oies del frère Philippe (1789), biscuit de porcelana dura : d'après le conte de La Fontaine
- El Insomnio o La Chercheuse de puces (1809), biscuit de porcelana dura
- La Nourrice (1774), biscuit de porcelana dura
- L'Amour sans quartier (1780), biscuit de porcelana dura
- La Inocencia, biscuit de porcelana dura
- Josse-François-Joseph Leriche, La Rosière de Salency (1776), biscuit de porcelana dura
- América, biscuit de porcelana dura
- La Melancolía (hacia 1780), biscuit de porcelana dura
- La Justicia y La Prudencia (1795), estatuillas, biscuit de porcelana dura
- L'Apothéose de Catherine II (1779), llamado Le Grupo del Parnasse, surtout del servicio de Catalina II de Rusia, biscuit de porcelana dura
- L'Autel Royal, (1775), biscuit de porcelana dura

#### En el Palacio de Versailles y de Trianon
- Retrato de Luis XVI (1777), busto, mármol
- Retrato de José II de Habsburgo (1741-1790) (1777), busto, mármol
- Attaque des lignes de Wissembourg par le général Hoche le 28 décembre 1793 (1800), relieve, mármol
- Prise del fort Penthièvre en Quiberon par le général Hoche le 21 juillet 1795 (1800), relieve, mármol
- Pacification de la Vendée par le général Hoche en 1796 (1800), relieve, mármol
- Bataille de Neuwied remportée par le général Hoche le 18 avril 1797 (1800), relieve, mármol
- Retrato de Barthelémy-Catherine Joubert, général en chef (1769-1799) (hacia 1801), busto, mármol
- Retrato de Thomas Prosper Jullien (ou Julien), aide de camp del général Bonaparte, capitaine (1773-1798) (hacia 1803), busto, mármol
- Retrato de Louis Jean-Marie Daubenton (1835), busto, escayola
- Josse-François-Joseph Leriche L'Offrande à l'Hymen (hacia 1780), grupo, biscuit de porcelana dura a partir de un modelo de Boizot
- Josse-François-Joseph Leriche L'Offrande à l'Amour (hacia 1780), grupo, biscuit de porcelana dura a partir de un modelo de Boizot
- Feux aux lions, bronce cincelado dorado
- La Toilette de Vénus (1780), biscuit de porcelana dura a partir de un modelo de Boizot
- Retrato de Luis XVI, busto, biscuit de porcelana dura, a partir de un modelo de Boizot
- Retrato de Marie-Antonieta, reina de Francia (1774), busto, biscuit de porcelana dura, a partir de un modelo de Boizot
- Josse-François-Joseph Leriche, Vestal (hacia 1788), biscuit de porcelana dura, a partir de un modelo de Boizot

#### Otros
- Retrato de Luis XVI, busto, mármol, Museo de los Jacobinos en Auch
- Le Philosophe y L'Étude, obra de François Rémond a partir del modelo de Boizot. Fundición , bronce, Rueil-Malmaison, Palacios de Malmaison y Bois-Préau
- Retrato de Napoleón Bonaparte primer cónsul, busto, bronce sobre peana de mármol blanco, Rueil-Malmaison, Palacio de Malmaison y Bois-Préau
- Tête d'étude d'un grand homme, estampa, Rueil-Malmaison, Palacio de Malmaison y Bois-Préau
- Josse-François-Joseph Leriche, La Nourrice, La Toilette, Le Déjeuner, centro de mesa (tres elementos), biscuits de porcelana dura, Fontainebleau, castillo
- Retrato de Bonaparte premier cónsul, busto, bronce, Ajaccio, museo de la maison Bonaparte
- L'Amour discret, biscuit, Limoges, museo Adrien Dubouché
- Retrato de Bonaparte premier cónsul, busto, biscuit, Limoges, museo Adrien Dubouché
- Luis XV, estatua de figura en pie, Brest
- Victoria del Mariscal de Villars en Denain, 1806, modificado en 1818, a partir de un modelo de Louis-Simon Boizot ; Cincelado por Pierre-Phillipe Thomire (1751–1843), bronce; (81.3 cm). en el Metropolitan Museum de Nueva York.[20]

## Recursos
- Catálogo de la exposición, Skulptur aus dem Louvre. Sculptures françaises néo-classiques. 1760 - 1830, París, museo del Louvre, 23 de mayo - 3 de septiembre de 1990, p. 312 - 313.